# کلان‌شهر تبریز
کلان‌شهر تبریز (مجموعهٔ شهری تبریز، منطقهٔ کلان‌شهری تبریز) یکی از کلان‌شهرهای ایران در استان آذربایجان شرقی است. هستهٔ مرکزی این کلان‌شهر، شهر تبریز است. کلان‌شهر تبریز در کنار ۵ کلان‌شهر دیگر (تهران، مشهد، اصفهان، کرج و شیراز) ۶ کلان‌شهر دارای مجموعهٔ شهری در ایران را تشکیل می‌دهند. ایجاد این ۶ مجموعهٔ شهری (منطقهٔ کلان‌شهری) برای اولین بار در ۲۶ مهر ۱۳۷۴ خورشیدی مورد تصویب هیئت وزیران ایران قرار گرفت. هرکدام از این مجموعه‌های شهری، شامل حریم شهرداری‌های واقع در داخل مجموعه هستند.
محدودهٔ مجموعهٔ شهری تبریز براساس روابط متقابل اقتصادی، اجتماعی و هم‌پیوندی اداری – سیاسی – خدماتی، شامل ۱۲ شهر تبریز – سردرود – خسروشاه – باسمنج در شهرستان تبریز، اسکو – سهند – ایلخچی در شهرستان اسکو، آذرشهر – ممقان – گوگان در شهرستان آذرشهر، صوفیان در شهرستان شبستر و خواجه در شهرستان هریس است.
همچنین طرح جامع ناحیهٔ تبریز همزمان با تعیین محدودهٔ مجموعهٔ شهری تبریز در تاریخ ۶ بهمن ۱۳۸۲ مورد تصویب شورای عالی شهرسازی و معماری ایران قرار گرفت. این ناحیه به عنوان دروازهٔ ورودی اصلی ایران به اروپا و قفقاز، شامل ۱۲٬۵۳۲ (۱۲٬۵۳۹٫۹) کیلومتر مربع مساحت، متشکل از ۶ شهرستان تبریز، اسکو، شبستر، آذرشهر، بستان‌آباد و هریس است. ناحیهٔ تبریز به ۱۱ منظومه، ۳۲ مجموعهٔ روستایی و ۱۰۰ حوزهٔ عمران روستایی تقسیم می‌شود.
گسترش کالبدی شهرهای ناحیه (به استثنای ۴ شهر شبستر، صوفیان، خواجه و کوزه‌کنان) مورد تأیید شورای عالی شهرسازی و معماری ایران نیست؛ اما در عین حال، بر ایجاد شهرک مسکونی ملک‌کیان (شهر جدید شهریار) و ارتقای روستاهای مایان سفلی، مایان علیا، چرمشهر، سعیدآباد، لیقوان و شیخ‌ولی در افق طرح به شهر تأکید شده‌است.
جمعیت این ناحیه از ۱٬۷۹۴٬۵۶۴ نفر در سال ۱۳۷۵ به ۲٬۸۰۵٬۹۵۷ نفر در سال ۱۴۱۰ خورشیدی خواهد رسید که حدود ۸۰ درصد از آنان (۲٬۲۴۴٬۷۶۶ نفر) ساکن شهرها و ۲۰ درصد (۵۶۱٬۱۹۱ نفر) هم ساکن روستاها خواهند بود. تعداد شاغلان ناحیه در سال ۱۴۱۰ خورشیدی بالغ بر ۸۷۴٬۶۷۹ نفر خواهد بود که ۴۲۳٬۰۶۰ نفر (۴۸٫۳۶ درصد) در بخش خدمات، ۳۵۹٬۵۵۵ نفر (۴۱٫۱۱ درصد) در بخش صنعت و ۹۲٬۰۶۴ نفر (۱۰٫۵۳ درصد) هم در بخش کشاورزی مشغول خواهند بود.

## نقشه
هرچند شهرستان بستان‌آباد، بخش مرکزی شبستر، بخش مرکزی هریس و بخش تسوج جزء ناحیهٔ تبریز هستند، اما شهرهای واقع در این مناطق جزء مجموعهٔ شهری تبریز محسوب نمی‌شوند.
مجموعهٔ شهری تبریز، شهرهای واقع در شهرستان‌های تبریز – اسکو – آذرشهر (به جز تیمورلو) و بخش‌های صوفیان – خواجه (به جز اربطان) را شامل می‌شود.
نقشهٔ ناحیهٔ تبریز، شامل شهرهای ۱۲ گانهٔ مجموعهٔ شهری تبریز (خطوط قرمز، رابطهٔ بین شهرهای مجموعهٔ شهری تبریز با هستهٔ مرکزی آن را نشان می‌دهند):

## ناحیهٔ تبریز
فهرست شهرستان‌های ناحیهٔ تبریز و اطلاعات کلی مربوط به آن‌ها:
| ردیف | نام شهرستان | مرکز      | مساحت (کیلومتر مربع) | جمعیت (۱۳۹۵) | تعداد شهرها | تعداد روستاها | تاریخ تأسیس |
| ---- | ----------- | --------- | -------------------- | ------------ | ----------- | ------------- | ----------- |
| *    | ناحیهٔ تبریز | تبریز     | ۱۲٬۵۳۹٫۹             | ۲٬۳۴۰٬۸۹۷    | ۳۱          | ۵۳۱           | ۱۳۸۲٫۱۱٫۶   |
| ۱    | تبریز       | تبریز     | ۲٬۱۶۷٫۱۹             | ۱٬۷۷۳٬۰۳۳    | ۴           | ۷۰            | ۱۳۱۶٫۰۸٫۱۶  |
| ۲    | اسکو        | اسکو      | ۱٬۷۶۲٫۵۹             | ۱۵۸٬۲۷۰      | ۳           | ۴۷            | ۱۳۷۶٫۰۲٫۰۷  |
| ۳    | شبستر       | شبستر     | ۲٬۶۲۹٫۶۹             | ۱۳۵٬۴۲۱      | ۱۱          | ۷۹            | ۱۳۶۸٫۱۲٫۰۹  |
| ۴    | آذرشهر      | آذرشهر    | ۸۴۰٫۰۰               | ۱۱۰٬۳۱۱      | ۴           | ۴۶            | ۱۳۷۶٫۰۲٫۰۷  |
| ۵    | بستان‌آباد   | بستان‌آباد | ۲٬۷۹۵٫۰۰             | ۹۴٬۷۶۹       | ۳           | ۱۸۷           | ۱۳۶۸٫۱۲٫۰۹  |
| ۶    | هریس        | هریس      | ۲٬۳۴۵٫۴۳             | ۶۹٬۰۹۳       | ۶           | ۱۰۲           | ۱۳۶۸٫۰۴٫۲۱  |

## مجموعهٔ شهری تبریز
فهرست شهرهای مجموعهٔ شهری تبریز و اطلاعات کلی مربوط به آن‌ها:
|  | مرکز شهرستان |
|  | مرکز بخش     |

| ردیف | نام شهر | شهرستان | جمعیت (۱۳۹۵) | مساحت (کیلومتر مربع) | رتبه در شهرستان | درجهٔ شهرداری | سال شهرشدن |
| ---- | ------- | ------- | ------------ | -------------------- | --------------- | ------------ | ---------- |
| ۱    | تبریز   | تبریز   | ۱٬۵۸۴٬۸۵۵    | ۲۵۰٫۵۹۰              | ۱               | ۱۲           | ۱۲۹۶       |
| ۲    | سهند    | اسکو    | ۸۲٬۴۹۴       | -                    | ۱               | ۸            | ۱۳۸۶       |
| ۳    | آذرشهر  | آذرشهر  | ۴۴٬۸۸۷       | ۷٫۳۷۰                | ۱               | ۷            | ۱۳۰۵       |
| ۴    | سردرود  | تبریز   | ۲۹٬۷۳۹       | ۱۲٫۳۴۱               | ۲               | ۷            | ۱۳۳۶       |
| ۵    | خسروشاه | تبریز   | ۲۱٬۹۷۲       | ۳٫۰۵۹                | ۳               | ۶            | ۱۳۳۳       |
| ۶    | اسکو    | اسکو    | ۱۸٬۴۵۹       | ۲٫۳۵۲                | ۲               | ۶            | ۱۳۱۱       |
| ۷    | ایلخچی  | اسکو    | ۱۶٬۵۷۴       | ۰٫۹۸۴                | ۳               | ۶            | ۱۳۴۰       |
| ۸    | باسمنج  | تبریز   | ۱۲٬۶۹۲       | ۰٫۵۸۷                | ۴               | ۶            | ۱۳۲۸       |
| ۹    | ممقان   | آذرشهر  | ۱۱٬۸۹۲       | ۴٫۵۴۶                | ۲               | ۶            | ۱۳۳۶       |
| ۱۰   | گوگان   | آذرشهر  | ۱۱٬۷۴۲       | ۱٫۹۸۳                | ۳               | ۵            | ۱۳۳۶       |
| ۱۱   | صوفیان  | شبستر   | ۹٬۹۶۳        | ۲٫۰۳۲                | ۲               | ۶            | ۱۳۴۱       |
| ۱۲   | خواجه   | هریس    | ۴٬۰۱۱        | ۰٫۷۷۱                | ۵               | ۳            | ۱۳۷۳       |

## تحولات
1. در ۸ مرداد ۱۳۸۰ خورشیدی، شورای عالی شهرسازی و معماری ایران بر مکان‌یابی توسعهٔ آتی شهر تبریز و اراضی مورد نیاز در مرحلهٔ دوم طرح مجموعهٔ شهری تبریز را مورد تأکید قرار داد.[۲۳]
2. در ۱۹ بهمن ۱۳۸۸ خورشیدی، شورای عالی شهرسازی و معماری ایران، طرح مجموعهٔ شهری تبریز را مورد بررسی قرار داد و مقرر کرد نقطه‌نظرات کمیتهٔ فنی در خصوص این طرح مجدداً بررسی گردد.[۲۴]
3. در ۲۷ تیر ۱۳۹۰ خورشیدی، سقف جمعیت‌پذیری شهر سهند به ۱۸۵ هزار نفر افزایش یافت؛[۲۵] و با توجه به عدم تحقق جمعیت‌پذیری موردنظر، در ۳۰ مهر ۱۳۹۷ خورشیدی، همسو با طرح مجموعهٔ شهری تبریز، افق طرح از سال ۱۴۰۰ به ۱۴۱۰ خورشیدی افزایش یافت.[۲۶]
4. در ۱۱ مرداد ۱۳۹۵ خورشیدی، بازنگری و آرایش مجدد فضاهای لجستیک و فضاهای صنعتی در منطقهٔ کلانشهری تبریز به منظور تقویت سایر شهرهای منطقه و ارتقای کیفیت محیطی در محدودهٔ شهر مورد تصویب قرار گرفت.[۲۷]

## دانشگاه‌ها
تاریخچهٔ نخستین مؤسسات آموزش عالی در آذربایجان را شاید بتوان به شروع کار ربع رشیدی تبریز در اواخر سدهٔ سیزدهم میلادی نسبت داد.
یک سال پس از جنگ جهانی دوم و در دوران حکمرانی حکومت خودمختار آذربایجان، آموزش عالی مدرن با شروع به کار دانشگاه تبریز (که در آن زمان آذربایجان اونیورسیته‌سی نامیده شد) جان تازه‌ای گرفت.
فهرست ۵ دانشگاه دولتی واقع در مجموعهٔ شهری تبریز:
تبریز
1. دانشگاه تبریز
2. دانشگاه هنر اسلامی تبریز
3. دانشگاه علوم پزشکی تبریز
4. دانشکده فنی و حرفه‌ای شماره ۱ پسران تبریز

سهند
1. دانشگاه صنعتی سهند

آذرشهر
1. دانشگاه شهید مدنی آذربایجان

## شهرک‌های صنعتی
فهرست شهرک‌های صنعتی واقع در ناحیهٔ تبریز:
شهرستان تبریز
1. شهرک صنعتی پتروشیمی
2. شهرک صنعتی چرم‌شهر
3. شهرک صنعتی ریحانه
4. شهرک صنعتی سهند
5. شهرک صنعتی شهید رجایی (تبریز ۱)
6. شهرک صنعتی فناوری خودرو
7. شهرک صنعتی عالی‌نسب
8. شهرک صنعتی مصنوعات فلزی
9. شهرک صنعتی شهید سلیمانی (تبریز ۴)
10. ناحیه صنعتی اسپران
11. ناحیه صنعتی آخولا

شهرستان اسکو
1. شهرک صنعتی اسکو

شهرستان شبستر
1. شهرک صنعتی بعثت
2. شهرک صنعتی سرمایه‌گذاری خارجی (تبریز ۵)
3. شهرک صنعتی شبستر
4. شهرک صنعتی صنایع ساختمانی
5. ناحیه صنعتی چهرگان
6. ناحیه صنعتی کوزه‌کنان

شهرستان آذرشهر
1. شهرک صنعتی شهید سلیمی ممقان (تبریز ۲)

شهرستان بستان‌آباد
1. شهرک صنعتی بستان‌آباد
2. شهرک صنعتی سعیدآباد (تبریز ۳)
3. ناحیه صنعتی تیکمه‌داش

شهرستان هریس
1. شهرک صنعتی بیلوردی
2. ناحیه صنعتی زرنق